# Halenia umbellata
Halenia umbellata är en gentianaväxtart som först beskrevs av R. och P., och fick sitt nu gällande namn av Ernest Friedrich Gilg. Halenia umbellata ingår i släktet Halenia och familjen gentianaväxter. Inga underarter finns listade i Catalogue of Life.